# Susanne Rahardt-Vahldieck
Susanne Rahardt-Vahldieck (geb. Rahardt; * 23. Februar 1953 in Göttingen; † 3. April 2008) war eine deutsche Juristin, Rechtsanwältin und Politikerin (CDU). Sie war Mitglied der Hamburger Bürgerschaft und des Deutschen Bundestages.

## Leben und Politik
Der Vater von Susanne Rahardt-Valdieck war der Bürgerschafts-Abgeordnete Friedrich Rahardt. 1971 legte sie am Wilhelm-Gymnasium in Hamburg ihr Abitur ab und studierte Rechtswissenschaften an der Universität Hamburg. 1983 absolvierte sie die Zweite Juristische Staatsprüfung. Sie arbeitete als Rechtsanwältin. In den Nullerjahren war sie für eine Wahlperiode stellvertretende Richterin am Hamburgischen Verfassungsgericht.
Sie gehörte von 1974 bis 1978 der Deputierte der Behörde für Wissenschaft und Kunst an und war danach von 1978 bis 1982 Mitglied der Bezirksversammlung in Hamburg-Altona. In dieser Zeit gehörte sie dem Landesvorstand der Jungen Union (JU) an und war 1983 deren Landesvorsitzende. Damit war sie die erste Frau, die diesen Posten innerhalb eines JU-Landesverbandes in Deutschland innehatte. 1984 gehörte sie dem CDU-Landesvorstand Hamburg an.
Rahardt-Vahldieck war von 1982 bis 1990 Mitglied der Hamburger Bürgerschaft. Danach wechselte sie in die Bundespolitik und war von 1990 bis 1994 Bundestagsabgeordnete. 
Die Juristin war mit dem Verfassungsrechtler und Bürgerschaftsabgeordneten Heino Vahldieck verheiratet, der wie ihr Vater Friedrich Rahardt Bürgerschaftsabgeordneter war. Zusammen hatten sie zwei Kinder. 

## Engagement
Die Juristin war während ihrer Zeit als Abgeordnete Mitglied der Gemeinsamen Verfassungskommission von Bundestag und Bundesrat. Sie war als Berichterstatterin der CDU-/CSU-Fraktion zuständig für Frauen- und Familienpolitik, Minderheiten und Behinderte. Obwohl sie der Meinung war, dass der Minderheitenschutz nicht ins Grundgesetz eingefügt werden sollte, da Artikel 3 Grundgesetz hier ausreiche, wurde sie mit diesem Thema betraut, was zu Loyalitätskonflikten führte. Zusammen mit anderen Abgeordneten trat sie dafür ein, dass ein neuer Artikel 2a  mit dem Wortlaut Jeder ist zu Mitmenschlichkeit und Gemeinsinn aufgerufen. eingefügt werden sollte.
Als Mitglied der Arbeitsgruppe Frauen und Jugend der CDU-Fraktion des Bundestags und arbeitete dort 1993/1994 am Entwurf zum Zweiten Gleichberechtigungsgesetzes mit. Von ihr stammt die Anregung, einen Mann mit dem Thema zu betrauen. Die Wahl fiel auf Hubert Hüppe. Den CDU-Frauen ging der erarbeitete Entwurf nicht weit genug. Sie befürworteten einen höheren Schadenersatzanspruch von mindestens zwei Monatsgehältern, wenn eine Person bei einer Bewerbung wegen des Geschlechts benachteiligt werde. Ein bis drei Monatsgehälter sah der Entwurf vor. Außerdem sei eine Umkehr der Beweislast nötig.

## Ämter und Mitgliedschaften
- Bis 2002 Mitglied der Hanseatischen Rechtsanwaltskammer Hamburg[10]

## Publikationen (Auswahl)
- Deutscher Durchbruch in Europa? In: Bernd Guggenberger, Andreas Meier (Hrsg.): Der Souverän auf der Nebenbühne. Essays und Zwischenrufe zur deutschen Verfassungsdiskussion. 1994, ISBN 978-3-531-12524-4, S. 225–229